# Hotel de Golf Maracay
El Marriot Maracay Golf Resort, popularmente conocido como Hotel Maracay, es una instalación hotelera situada en el norte de la ciudad de Maracay (Venezuela) en la Avenida Las Delicias, con fachadas al extremo sur del Parque nacional Henri Pittier. Construido durante el gobierno de Marcos Pérez Jiménez, el edificio, las montañas al norte y su adyacente campo de golf, son uno de los sitios más emblemáticos del Estado Aragua. El complejo del Hotel Maracay cuenta con una discoteca, varias salas de fiesta y conferencia, piscina, cancha de tenis, y establos.
A comienzos de 2010, como parte del desarrollo del Plan de Turismo Nacional, iniciativa del entonces presidente de Venezuela Hugo Chávez, el Ministerio del Poder Popular para el Turismo (Mintur) y la Gobernación del Estado Aragua destinaron la creación de una empresa mixta que tendrá por objeto la administración y la recuperación de ciertas áreas del Hotel Maracay.
El 25 de agosto se firmó un convenio mixto entre la Gobernación del estado Aragua y representantes del Grupo Marriott, el emblemático Hotel de Golf Maracay pasa a formar parte de esta cadena hotelera internacional a fin de rescatar sus espacios e impulsar el desarrollo turístico de la entidad.

## Historia
Durante el gobierno de Juan Vicente Gómez, Maracay se había convertido en el centro de la incipiente actividad turística que se comenzaba a desarrollar en Venezuela, impulsada por el Estado Aragua, donde Gómez había decidido hacer su principal lugar de residencia. Durante este período se construyeron dos principales hoteles, en 1919 el pequeño Hotel Maracay en la calle López Aveledo y en 1929 el Hotel Jardín, actualmente la sede de la Gobernación del Estado. El Hotel Jardín estaba ubicado en el centro de la ciudad y considerado la joya de la corona de la hotelería gomecista, fue el recipiente de varias modificaciones tendentes a su modernización. Sin embargo, a comienzos de los años 1950 se decidió reservar el hotel Jardín para la sede de la Gobernación y la recién creada Dirección de Turismo del entonces Ministerio de Fomento aprobó la construcción de un nuevo "Hotel Maracay", al norte de la ciudad, adaptándola a las exigencias del turismo internacional de la época. Así, el Hotel Maracay, obra del arquitecto Luis Malaussena, se convirtió en el último eslabón de la privilegiada época arquitectónica de Maracay.
Malaussena empleó la ayuda de tres jóvenes arquitectos alemanes quienes colaboraron en el diseño del Hotel Maracay, fueron Federico G. Beckhoff, Klaus Heufer y K. P. Jebens. La ayuda de estos arquitectos hizo posible que Malaussena completase, casi simultáneamente los proyectos del Hotel Maracay, el Círculo Militar de Maracay y el Hotel Guaicamacuto en el litoral Metropolitano de Vargas. El Hotel Maracay fue inaugurado con murales nacionalistas de Pedro Centeno Vallenilla, principalmente en las áreas sociales del hotel.

## Ubicación
El Hotel Maracay se encuentra ubicado en el norte de la ciudad homónima, en el lado oeste de la Avenida las Delicias y al sur del sector Cantarrana. El acceso al hotel por el oete se consigue por la avenida Las Ballenas (Av Sucre) en dirección del Hospital Cardiológico y el Hospital Central de Maracay por la avenida variante Hospital y Hotel de Golf Maracay (prolongación calle del canal de la Floresta). El acceso por el este se consigue por la Avenida Las Delicias, entre la Universidad Pedagógica Experimental Libertador (UPEL) y el cuartel de la 4.ª División Blindada de Maracay. En la vecindad del terreno del Hotel Maracay que cubre un área aproximada de 20.000 metros cuadrados, se encuentran el Lago Círculo Militar, la Aldea Universitaria Girardot y el Parque Recreacional Carlos Raúl Villanueva.
La marquesina de acceso al hotel está ubicada en el lado norte del edificio, el cual da la vista al extremo sur del Parque nacional Henri Pittier. A un lado de la entrada principal se encuentra el anfiteatro del Hotel y su reconocido corredor de acceso.

## Características

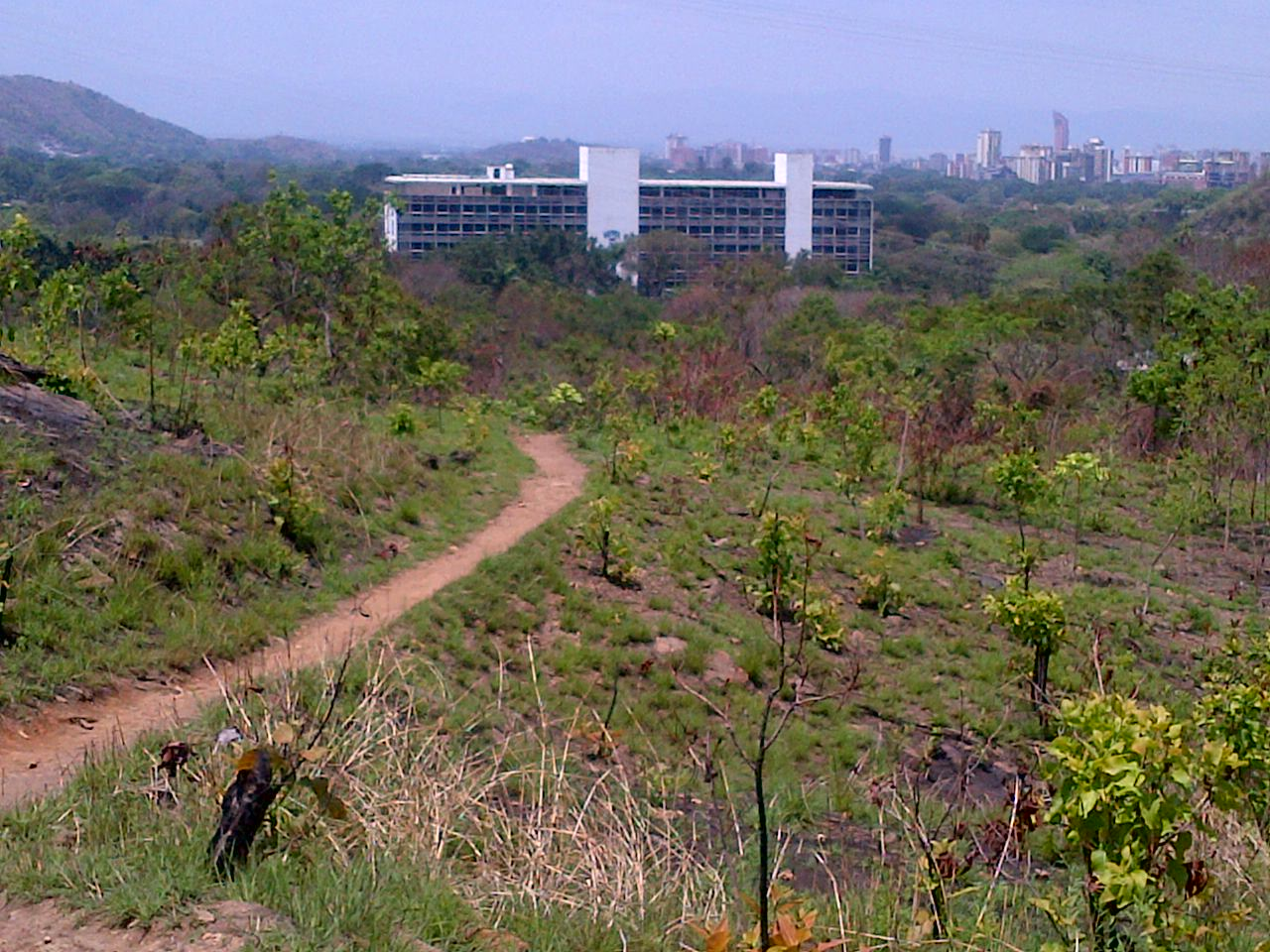
Camino de montaña, hotel Maracay en el fondo.

El Hotel Maracay fue construido con 132 habitaciones, 25 suites, una suite presidencial, 6 salas de conferencias, 2 salones ejecutivos, un teatro, un área de comercio, servicios sociales y recreativos, contemplando esta última una piscina con sus respectivas zonas de apoyo, cancha de tenis, una caballeriza y un campo de golf semiprivado de 18 hoyos. La mayoría de las instalaciones recreativas pertenecen ahora al comercio privado del Country Club de la ciudad.
Tres salones sociales proveen capacidad para 350 personas (Salón Aragua), 100 personas (Salón Cumanagoto incluyendo su área externa) y 50 personas (Salón Cumanagoto). El área Mezzanine tiene capacidad para 600 personas, la terraza es un poco más amplia con capacidad calculada de 700 personas, mientras que el anfiteatro está equipada con 550 butacas.
El hotel aún conserva su fundamento en la tipología hotelera predominante de los años de su construcción y los patrones propios del estilo internacional. A pesar de su ubicación en las afueras de la ciudad, el hotel contiene el atractivo de ser un hotel citadino de golf, construido bajo los protocolos del estilo arquitectónico clásico académico.
La construcción se llevó a cabo con un bloque compacto de base a la estructura que se extiende libremente sobre el terreno y sobre el cual se asienta la torre con las habitaciones. Se denotan dos caracterizaciones diferentes: por un lado la torre que contiene las habitaciones a doble crujía con pasillo central, cuyas fachadas principales (norte y sur) han sido expuestas por medio de un muro cortina. Por otro lado la base del edificio, en los niveles inferiores, donde se proyectan las área sociales, recreacionales y de servicio, a través de un sistema de variados elementos de circulación. Este conjunto de zonas socio-recreativas se encuentran abiertas, permitiendo apreciar los peculiares ambientes naturales que rodean el hotel.

## Piscina
Entre sábados y domingos, en especial durante las temporadas vacacionales, las instalaciones de la piscina del Hotel Maracay están recibiendo un aproximado de 1.500 personas. Usualmente están atendiendo entre cuatro y cinco planes vacacionales durante la semana, los cuales tienen adscritos de 250 a 800 niños y niñas. Las comunidades organizadas están exoneradas para el disfrute de las instalaciones del área de la piscina. El lugar cuenta con el resguardo de funcionarios de Protección Civil y Policía de Aragua, quienes están a cargo de la seguridad de los visitantes.

## Planificación

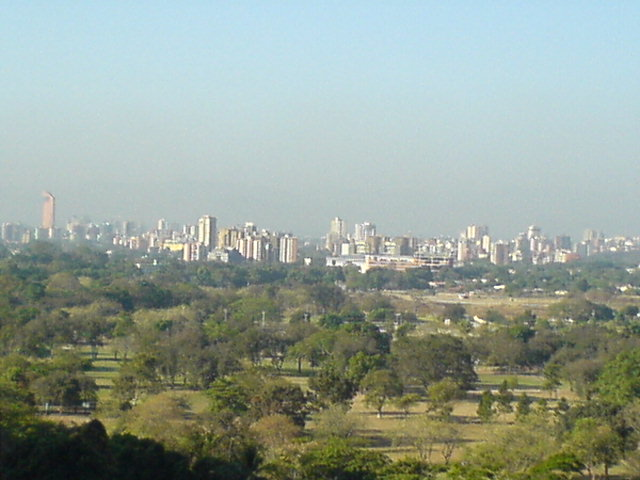
Parte del campo de golf del Hotel Maracay. Al fondo, el centro de Maracay.

El Estado tiene, dentro de la planificación de la remodelación del complejo turístico del Hotel Maracay, rescatar las 176 hectáreas dispuestas para el golf, deporte que ha caracterizado al hotel desde sus inicios. Contarán además con el material necesario para impartir clases del deporte a las personas que estén interesadas. El programa de recuperación ocurrirá por convenio entre el Ministerio de Turismo y la gobernación de Aragua con los recursos otorgados en calidad de crédito por el Banco de Venezuela.
Se tiene previsto también la creación de una escuela de cocina, la cual tendrá como objetivo enseñar las artes culinarias, así como participar en programas sociales para la suplir alimentación a escuelas, hospitales, Centros de Diagnóstico Integral (CDI), entre otros.

## Cerro del Hotel Maracay

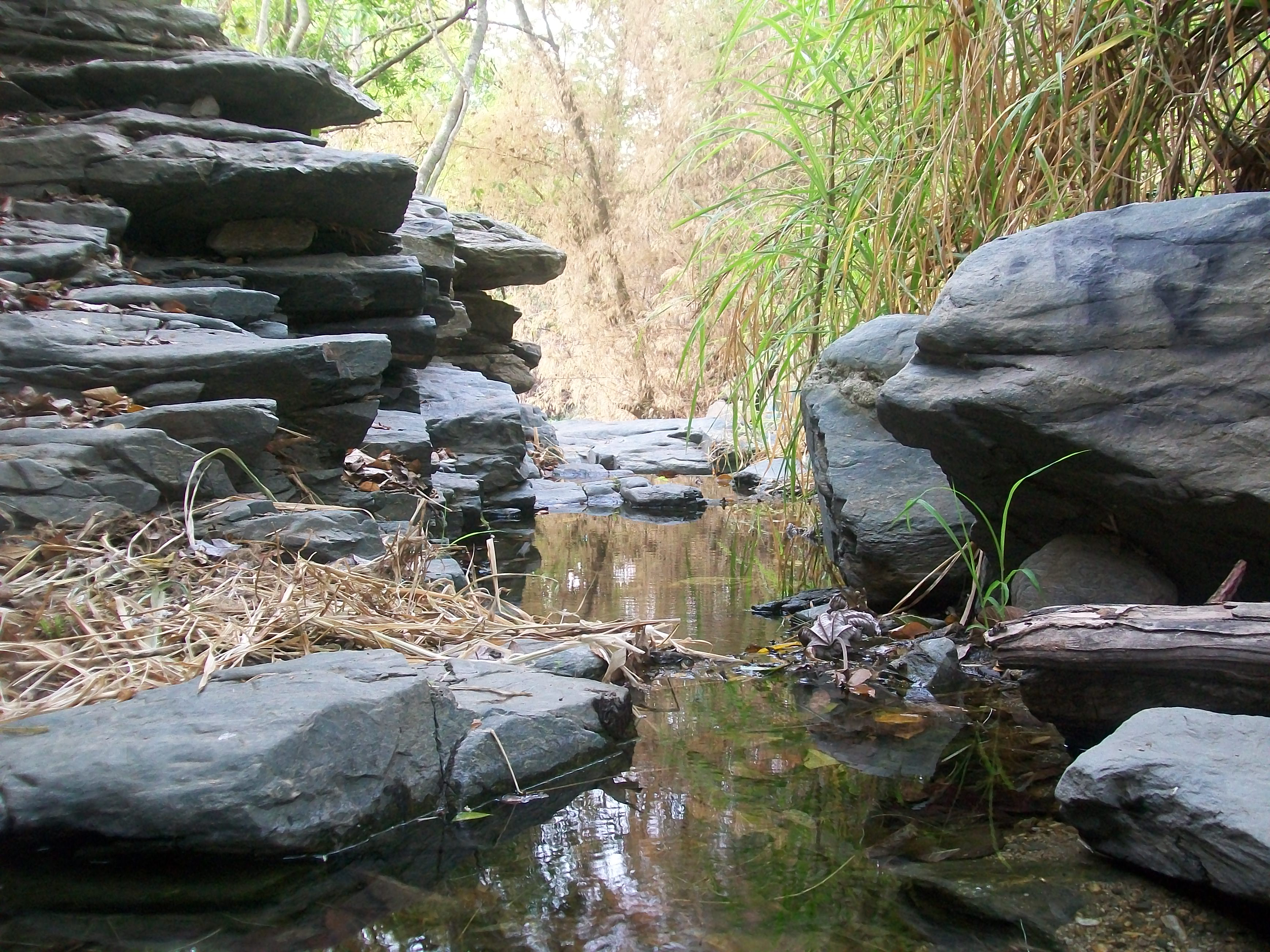
Uno de los riachuelos en las colinas del norte del Hotel Maracay.

El cerro Las Delicias y su conjunto de colinas ubicad0s al norte del Hotel Maracay y muy cerca de la avenida Las Delicias son lugares de frecuente uso para hacer ejercicios, actividades recreativas y como sitio turístico debido a la excelente vista hacia la ciudad y el contacto con la peculiar naturaleza de la selva nublada. Varios ríos son accesibles por la entrada al cerro detrás del estacionamiento del hotel. El trayecto inicial de esta entrada se encuentra hecha de cemento y continúa en un ancho cortafuegos forestal, equipado en ciertos puntos del trayecto con maquinarias para hacer ejercicios.
La mayoría de los visitantes a la colina llegan hasta un punto conocido como "la lomita", donde se ubica un amplio mirador hacia la ciudad y que es el comienzo del Parque nacional Henri Pittier. Poco más adelante se encuentra uno de los puntos que bajan a pozos de agua de mediano tamaño, donde muchos deciden bañarse. Los atletas más diestros suelen subir hasta "el container", un punto de mayor elevación, aproximadamente a 1288 m s. n. m. y que continúa al norte con el río Las Delicias. En un día claro se puede mirar el Lago de Valencia y el Lago Tacarigua desde la cima del container. Desde este punto también se puede recorrer la cordillera y llegar a El Limón, en el Noroeste municipio vecino Mario Briceño Iragorry, así como al Parque Las Cocuizas en la Urbanización El Castaño. Desde varios puntos del trayecto se pueden alcanzar riachuelos y aguacatales de distintos tamaños.
Los cerros del Henri Pittier adyacentes al Hotel Maracay, en particular el trayecto del cortafuego forestal son usados con frecuencia para practicar el deporte de ciclocrós y "Downhill". La distancia desde el Hotel Maracay hasta el container son 7.7 kilómetros y desde el container hasta el parque de Las Cocuizas en el Castaño son 4.3 km, para un total de 12 km. El recorrido completo desde el Hotel Maracay hasta el parque Las Cocuizas promedia un desnivel positivo acumulado de 815 metros y un desnivel negativo de 750 m.
La Gobernación del Estado ha tomado iniciativas de seguridad del área del Hotel Maracay y su montaña adyacente con la finalidad de mantener la tradición del estado aragüeño en la cual a diario realizan actividades recreativas y de entretenimiento en las colinas y ríos del parque. Como resultado, más personas y familias han retornado al parque montañoso del Hotel Maracay al verse resueltas las numerosas quejas por casos de inseguridad, entre otros, del pasado.

### Árbol mágico
En los terrenos del Hotel Maracay, a pocos metros de la entrada principal del hotel, se encuentran varios árboles de gran tamaño. Resalta un árbol higuera de bengala, conocido popularmente como el árbol mágico. La higuera, que ha crecido en forma circular a más de 10 m de radio, es uno de los lugares escogidos por las parejas para proponer matrimonio o tomar sus fotos matrimoniales.

## Centro de Acopio
Como consecuencia de la Tragedia de Vargas (1999), la Gobernación del Estado Aragua y su Asamblea Legislativa decretó al Hotel Maracay como uno de los centros de acopio para alojar a parte de los 8 mil damnificados reubicados al Estado desde Vargas y Falcón. En vista de las bajas condiciones sanitarias el Hotel fue centro de un brote epidémico de sarna y hepatitis A. Posterior al lento desalojamiento de los damnificados, el gobierno estatal cerró el hotel, el cual permaneció en estado de deterioro, producto del saqueo y el descuido, hasta su parcial recuperación a finales de los años 2000.
El Hotel Maracay fue nuevamente centro de acopio para varias familias damnificadas por serias inundaciones causadas por el desbordamiento del Lago de Valencia en 2000 y luego en 2012.

## Festival Internacional de Tradiciones Afroamericanas
Las instalaciones del Hotel Maracay fueron sitio del reconocido Festival Internacional de Tradiciones Afroamericanas (Fita) que se celebró en junio desde 2004 hasta 2008. El festival se centraba en actividades de tradiciones afroamericanas, dando a conocer la herencia cultural que dejaron los inmigrantes africanos en América y el Caribe por medio de representaciones religiosas, culturales y académicas.
Al festival asistían sacerdotes y músicos africanos, una representación de capoeristas con sus Maestres, usualmente entonando el ritmo con el birimbao, el instrumento tradicional que se usa en este baile/arte marcial/disciplina afrobrasilera. Solían presentarse también rituales de los sacerdotes nigerianos de Ifá, venidos desde Nigeria, para celebrar junto con los Orishas de la religión Yoruba de Aragua y otras regiones de Venezuela. Otra tradición anual era el rito llamado Sanación Rasta y la lectura del Oráculo de Ifá, leyendo el futuro para el país hasta el próximo solsticio de invierno, del 21 al 22 de diciembre.
También asistían profesores e investigadores europeos y norteamericanos que presentaban seminarios y conferencias sobre las tradiciones africanas y talleres sobre percusión. Las agrupaciones y conferencistas invitadas provenían de varios países, incluyendo Brasil, Cuba, Estados Unidos, Haití, Jamaica, Malí, México, Nigeria, Puerto Rico, República Dominicana y Trinidad y Tobago.
En la celebración del aspecto mágico-religioso de la cultura afroamericana se escenificaban fiestas populares en distintas ciudades de Aragua. Por ejemplo, la fiesta de Juan el Bautista en Maracay y la fiesta en Choroní donde se realizaba un Gran Bembé para Oshun, divinidad de los ríos, conocida como Virgen de la Caridad del Cobre y Yemayá (la Diosa del Mar).

## Personajes
- El primer encargo literario de Arturo Uslar Pietri fue la transcripción diaria a máquina del menú del restaurante del Hotel Maracay en 1920.[22]
- El gobernador de Aragua durante la inauguración del Hotel Maracay era Vicente Martínez Ruiz[23] y el presidente de Venezuela Marcos Pérez Jiménez

- El 16 de diciembre de 1961 el entonces presidente de Estados Unidos John F. Kennedy y su esposa fueron recibidos en el Hotel Maracay, quien promocionaba su proyecto Alianza para el Progreso.[24] Rómulo Betancourt fue el presidente de Venezuela durante la visita y también estuvo hospedado en el Hotel.

- Durante su visita a Venezuela en 1958,[25] el cosmonauta soviético Yuri Gagarin fue hospedado en el Hotel Maracay.

- Celebridades del pasado que visitaron la ciudad y se hospedaron en el hotel incluyen Cantinflas, Carlos Villagrán, Jermaine Jackson, Alfredo Sadel y Armando Manzanero.[26]